# التعليم في المغرب العربي (كتاب)
'التعليم في المغرب العربي: دراسة تحليلية نقدية لسياسة التعليم في المغرب و[تونس والجزائركتاب للمفكر المغربي محمد عابد الجابري صدر له عن دار النشر المغربية بالدار البيضاء، سنة 1989، ويقع في 180 صفحة، ويتناول الكتاب بالتحليل السياسات التعليمية في المغرب وتونس والجزائر وفق ترتيب يعكس حجم التركة الاستعمارية الفرنسية في كل بلد. ويعرض أولًا السياسات التعليمية الاستعمارية والبدائل الوطنية التي طرحتها حركات التحرير، مبرزًا أثرهما في توجهات التعليم بعد الاستقلال. ويربط المؤلف بين القرارات التعليمية والظروف السياسية والتنموية، مع تقديم نقد مقارن للتجارب الثلاث وآفاقها المستقبلية.

## نبذة
يستعرض الكتاب السياسات التعليمية في كل من المغرب وتونس والجزائر، مرتكزًا على الترتيب الزمني لفترة الاستعمار الفرنسي لتوضيح تأثير التركة الاستعمارية على كل قطر.وقد أعدت هذه الدراسة في إطار مشروع مستقبل التعليم في الوطن العربي الذي يعده
منتدى الفكر العربي بعمان . يبدأ الجابري بتحليل السياسات التعليمية الاستعمارية والبدائل الوطنية التي قدمتها حركات التحرير، لتبيان مدى تأثيرها في تشكيل السياسات التعليمية بعد الاستقلال. كما يربط بين القرارات التعليمية والظروف السياسية والتنموية، ويعرض نقدًا مقارنًا للتجارب التعليمية في الدول الثلاث، مع تقديم خلاصة تحليلية لآفاق تطور التعليم في المنطقة

## المحتوى
يتناول الكتاب دراسة تحليلية نقدية لسياسات التعليم في دول المغرب العربي، وبالأخص المغرب وتونس والجزائر، منذ الاستقلال وحتى عام 1985. يعرض المؤلف في بداية الكتاب إطار الدراسات العالمية المقارنة وأوضاع التعليم الراهنة في الوطن العربي، بالإضافة إلى التحديات التربوية المستقبلية والتوجهات الاستراتيجية لتعليم الأمة في القرن الواحد والعشرين. بعد ذلك، يستعرض الكتاب بالتفصيل السياسات التعليمية في المغرب ثم تونس، ويختتم بتحليل التجربة التعليمية في الجزائر
كما يُبرز الجابري أهمية تجاوز التبعية للأنظمة التعليمية الاستعمارية، داعيًا إلى بناء نظام تربوي يعكس الهوية الوطنية ويواكب متطلبات العصر. كما يشير إلى الصعوبات والعوائق التي تعترض الإصلاحات التربوية، مع التأكيد على الآمال التي توجه جهود تطوير التعليم لمواجهة تحديات المستقبل
وينتهي الجابري في خاتمة الكتاب إلى أن الاستعمار ترك في أقطار المغرب العربي إرثًا ثقيلًا في مجال التعليم، حيث حدّد هذا الإرث أهداف وسياسات التعليم بعد الاستقلال بشكل مباشر، وكان له تأثير قوي وغير مباشر على القرارات التعليمية. يمكن تقسيم هذه التركة إلى قسمين: الأول يتعلق بالبنى والهياكل التعليمية التي أنشأها الاستعمار داخل المجتمع، والثاني يخص الرؤى والتصورات التي زرعها في النخبة المثقفة التي نشأتها أنظمة التعليم الاستعمارية. ويختلف تأثير هذا الإرث من بلد إلى آخر بحسب مدة الاستعمار ونوعية البنى الثقافية والتعليمية الوطنية القائمة قبل الاحتلال

## الاستقبال النقدي
لاقى كتاب محمد عابد الجابري «التعليم في المغرب العربي» اهتمامًا واسعًا ونقدًا متنوعًا. يرى الجابري أن التعليم في أقطار المغرب العربي يعاني من أزمة عميقة نابعة من إرث الاستعمار وتأثيراته الثقافية والسياسية، خاصة في ما يتعلق بالتعدد اللغوي وسياسات التعليم الوطنية. ويؤكد على ضرورة تجاوز التبعية الفكرية والاقتصادية، وتحقيق استقلالية معرفية حقيقية في نظام التعليم.
من جهة أخرى، واجهت أفكار الجابري حول إصلاح التعليم وإشكالية التعدد اللغوي انتقادات عدة. فقد أشار بعض النقاد، مثل مراد الصغراوي في مقاله المنشور بصحيفة «صحراء بريس»، إلى أن الجابري لم يأخذ بشكل كافٍ في الاعتبار التعقيدات الاجتماعية والسياسية التي تؤثر على السياسة التعليمية في المغرب، خصوصًا ما يرتبط باللغة واختيارات الدولة في هذا المجال. واعتبروا أن هذه الرؤية تحتاج إلى مزيد من التكييف مع الواقع المحلي لضمان فعالية الإصلاحات التعليمية.